# Grigori Konstantínovitx Sanakóiev
Grigori Konstantínovitx Sanakóiev   (Vorónej, 17 d'abril de 1935 - 8 d'octubre de 2021) va ser un jugador d'escacs rus que tenia el títol de Gran Mestre d'escacs per correspondència. Va ser el dotzè Campió del món d'escacs per correspondència (1984-1991) i va acabar en tercer lloc al torneig "Hans-Werner von Massow Memorial" (1996-2002). Sanakoev també és l'autor d'un llibre sobre escacs per correspondència titulat Campió del món al tercer intent.